# Mark Schultz
Mark Schultz (Kansas City, Kansas, 16 september 1970) is een christelijke muzikant, zanger en schrijver van christelijke liederen.

## Biografie
Schultz is opgegroeid in het klein plattelandsdorpje Colby, Kansas en behaalde zijn bul marketing aan de Kansas State University. Hij verhuisde naar Nashville (Tennessee) vanwaar hij begon met zingen.
Schultz heeft in totaal vier albums uitgebracht en is een aantal keer genomineerd voor de Dove Awards. In 2006 won hij zijn eerste Dove award toen zijn cd/dvd Mark Schultz Live: A Night of Stories & Songs werd gekozen voor Long Form Music Video of the Year.
Schultz trouwde met zijn vrouw Kate op 17 september, 2005.

## Mark Schultz tour
In 2007 maakte Mark Schultz bekend dat hij een tour door de Verenigde Staten gaat maken die hij per fiets aflegt. Onderweg treedt hij in diverse Amerikaanse steden op.

## Discografie
- Mark Schultz (2000), onder meer bestaand uit:
  - I Am the Way
  - Let's Go
  - Remember Me
  - He's My Son

- Song Cinema (2002), onder meer bestaand uit:
  - Back In His Arms Again
  - I Have Been There
  - The Time Of My Life

- Stories & Songs (2003), onder meer bestaand uit:
  - You Are A Child Of Mine
  - He Will Carry Me
  - Letters From War

- Broken & Beautiful (2006), onder meer bestaand uit:
  - 40 days
  - Walking Her Home
  - Until I See You Again
  - God of Life